# 福田陽一郎
福田 陽一郎（ふくだ よういちろう、1932年〈昭和7年〉6月25日 - 2010年〈平成22年〉4月11日）は、日本のディレクター、脚本家、作詞家である。伊奈 洸（いな あきら）のペンネームも用いる。妻は女優の稲野和子。

## 略歴
- 1932年 - 東京府世田谷区に生まれる[1]。父は電気工学者の福田節雄（1902年2月11日生まれ、1926年東京帝国大学工学部電気工学科卒業、東京大学名誉教授、工学博士、1962年-1963年電気学会会長[1]）。
- 1957年 - 東京大学文学部フランス文学科卒業（漆戸靖治は東大文学部および日本テレビの同期）[1]。その後、日本テレビに入社し、編成部に8か月勤務した後に制作へ移り、ディレクター、脚本家として、「男嫌い」等のドラマからバラエティーショーまであらゆるジャンルの番組を手掛ける[1]。
- 1973年 - フリーとなってオフィス・トゥー・ワンへ移り[1]、「離婚ともだち」等、数々の脚本を執筆、また舞台で「ショーガール」等オリジナルミュージカルを手がけ、日本に「エンターテイメント」を定着させる。
- 1980年 - TBSテレビ系列木曜連続ドラマ「離婚ともだち」の脚本家（第5話のみ八木柊一郎と共作）を担当。さらに挿入歌として、中村晃子が歌唱した『恋の綱わたり』の作詞も手掛けており、当曲はTBS系「ザ・ベストテン」へ最高第8位（2週連続）にランクインのヒット・ソングとなった。
- 2010年4月11日 - 膵臓癌のため満77歳で死去[2]。

## 代表作
TV演出
- 男嫌い
- 四重奏
- とび出せ!真理ちゃん
- アタック!真理ちゃん
- おしゃれ
- ハプニングショー
- 嫌い!好き!!

TV脚本
- 男嫌い
- 四重奏
- 寺内貫太郎一家
- 時間ですよ
- 三丁目の古寺に、照る日曇る日、恋の雨
- かあさん堂々
- 離婚ともだち
- 見まわせば二人
- 土曜日曜月曜
- 夏に逝く女
- さらば女ともだち
- 冬化粧の女たち
- 女ともだち
- ダブルベッド・さまざまな夜
- ベストフレンド物語
- ジャンプ
- 愛鍵物語
- ティファニーで朝食を

舞台演出
- ショーガール
- 夕食は外でしたら?
- アイ ラブ マイ ワイフ
- おかしな二人
- バタフライはフリー
- 第二章
- ドリーム ガール
- 映画に出たい!
- 朝食までいたら?
- 愚かな女
- じゃじゃ馬ならし
- アマーストの美女
- コープス!
- ヴァージニア・ウルフなんか怖くない
- スタンド・アップ
- ライル LYLE

映画（監督・脚本）	 
- 男嫌い (1964年)
- あしたのジョー　劇場版 (1980年)
- さよなら、こんにちわ（1990年）

著作
- 『ショーガール』集英社、1986年11月10日。
- 渥美清の肘突き（岩波書店　2008年）

作詞
- 恋の綱わたり（作曲：三木たかし、編曲：船山基紀、歌唱：中村晃子　1980年）